# Статика
Статика (према грчком στατιϰὴ [τέχνη]: наука о равнотежи, од στατιϰός: који зауставља) заједно са кинематиком и динамиком чини област механикe у којој се проучавају закони равнотеже тела, као и узроци услед којих долази до промене ових стања. Равнотежу флуида проучавају аеростатика и хидростатика (механика флуида). Конкретно, у статици се проучавају закони слагања сила и услови равнотеже тела на које делују силе. Под равнотежом тела подразумева се стање мировања тела у односу на друга тела. Ако се тело у односу на које се посматра равнотежа може сматрати непокретним онда се равнотежа сматра апсолутном, док је у противном релативна. Статика проучава само апсолутну равнотежу. Услови равнотеже суштински зависе од агрегатног стања тела па се посебно проучава равнотежа чврстих тела а посебно флуида. Статика течних тела се обично назива хидростатика док се статика гасовитих тела назива аеростатика.
У статици чврстих тела основне су величине сила, момент силе и спрег сила. Теоретски део статике бави се методама састављања и растављања сила и редукцијом скупа сила на једну силу (резултанта) и један момент (спрег). У посебном случају, свака од те две величине може бити једнака нули или обе могу бити једнаке нули. Ако су обе величине једнаке нули, тело је у равнотежи, која се у статици посебно проучава постављањем услова равнотеже, из којих, зависно од скупа сила, следи строго одређен број једначина равнотеже. У тим се једначинама појављују, осим геометријских величина, познате (задате) силе које делују на тело (оптерећење) и реактивне силе којима ослонци делују на тело (реакције веза) и које су по правилу непознате. Ако број непознаница одговара броју постављених једначина, задатак је статички одређен и непознанице се могу одредити методама статике крутих тела. У противном на (статички неодређене задатке), треба да се примене допунске једначине механике чврстих тела. Примењена статика проучава везе тела са околином (ослонци, зглобови, укљештења) равнотежа равних, закривљених, оквирних и решеткастих носача и друге сложене системе чврстих тела. Проучавају се и силе трења између два тела, када се могу претпоставити да важи Кулонов закон трења.
Статика проучава услове равнотеже материјалних тела на која делују силе и законе претварања система сила који делују на чврста тијела. Под статичком равнотежом тела подразумева се његово стање мировања с обзиром на одређени референтни систем. Ако је то инерцијски (убрзање) систем, равнотежа је апсолутна, у противном релативна. У техничким проблемима у већини случајева за инерцијски систем, референтни систем може се узети систем везан за Земљу. Ако се тело деловањем сила креће праволинијски униформном брзином ( = константна), тело је у динамичкој равнотежи. Тада за тело важи први Њутнов закон (закон инерције), и може се рећи да се тело понаша као да на њега не делује никаква сила. Стање мировања се подразумева када је брзина система једнака нули (v = 0).

## Историја статике
Статика (грч. στατιχη statike, првобитно значење: учење о тежинама и равнотежи) најстарија је грана механике, њени основни закони били су углавном познати већ у старом веку. Прве научне основе поставио је Архимед (око 287. п. н. е. - 212. п. н. е.). Између осталог, поставио је строгу теорију равнотеже полуге на коју делују паралелне силе. Каснији развој поља статике се може наћи у радовима Сабит ибн Кура. У 17. веку француски је математичар Пјер Варињон (1654–1722) разрадио геометријску теорију равнотеже помоћу појма момента силе, коју су у 19. веку својим радовима допунили француски научници Луј Пуансо (1777–1859) i Мишел Шал (1793–1880). Тиме су углавном биле постављене основе теорије статике чврстог тела.

## Подела статике
Према начину и методама проучавања услова равнотеже, разликују се геометријска и аналитичка статика чврстих тела. Геометријска статика проучава методе свођења задатог система сила на једноставнији облик и услове равнотеже задатог система сила. Како је сила која делује на чврсто тело клизећи вектор, могу се при томе употребити методе векторске алгебре. Због тога разматрања у том делу статике имају геометријска обележја, па се тај део статике назива још и геометријом сила.
Проблеми статике чврстих тела могу се решавати и аналитичким поступком, при чему се задате и тражене величине разматрају и одређују бројчано. Аналитичка статика заснива се на начелу виртуалних радова, у које се убрајају у основна начела механике. То начело даје опште услове равнотеже механичких система.
Према агрегатном стању тела разликује се статика чврстих тела (или само статика), статика течности (хидростатика) и статика гасовитих тела (аеростатика). Статика чврстих тела дели се даље на статику крутих (стереостатика) и статику еластичних тела (еластостатика, статика деформабилних тела, наука о чврстоћи или отпорност материјала). У последње време развија се и статика пластичних тела (пластостатика).

## Проблеми статике
Проблеми статике се, у принципу, своде на случајеве када силе: 
- имају заједничку нападну тачку,
- немају заједничку нападну тачку.

Први случај се може третирати као равнотежа материјалне тачке(тј. занемарују се облик и димензије тела узимајући да му је сва маса сконцентрисана у нападној тачки). други случај се третира као равнотежа тела. 
Начина за решавање задатака из ове области има доста а најраспрострањенији су геометријски (коришћењем правила за разлагање сила као вектора) и аналитички.

## Равнотежа
Равнотежа је стање или однос у којем су све силе које делују на нешто (неки предмет или систем) међусобно неутралисане, у потпуности или у мери таквој да се посматрани објект не помиче унутар референтног система. У механици материјална је тачка у равнотежи, ако је векторски збир сила које делују на ту тачку једнак нули. Круто је тело у равнотежи, ако је векторски збир свих сила које на њега делују једнак нули и ако је алгебарски збир свих момената сила, с обзиром на сваку од три било које међусобно нормалне осе, једнак нули. Обично се разликују три врсте равнотеже зависно од тога да ли је потенцијална енергија посматраног система минимална, максимална или пак константног износа (види слике):
- стабилна равнотежа - потенцијална енергија посматраног система минимална
- лабилна равнотежа - потенцијална енергија посматраног система је максимална
- индиферентна

Када се систем изведе из стабилне равнотеже, он поновно сам од себе прелази у пређашње стање; ако се помакне из стања лабилне равнотеже, прећи ће у стање стабилне равнотеже, док ће у случају индиферентне равнотеже остати у ономе стању у које се доведе.

### Уравнотежени систем сила
Уравнотежени систем сила је скуп свих сила које делују на једну материјалну тачку или било које чврсто тело при чему материјална тачка остаје у равнотежи или тело може бити у стању мировања.

### Равнотежа материјалне тачке
Материјална тачка се налази у равнотежи када је векторски збир свих сила које на њу делују једнак нули.

### Статички момент силе
Ако је чврсто тело утврђено на некој осовини која пролази кроз неку тачку О, а на њега делује нека сила Ф у тачки А онда ће та сила тежити да окрене тело око осе О. Производ вектора положаја који полази од тачке О (која се назива моментна тачка) до нападне тачке силе Ф и вектора силе Ф је момент силе.
Момент силе у кружном кретању је аналоган појму силе у транслаторном кретању. Он је векторска величина. Момент силе који обрће тело у смеру кретања казаљке на сату има негативан смер и обрнуто, момент силе који обрће тело у смеру супротном смеру казаљке на сату има позитиван смер.

## Статички појам силе
Под силом се у статици подразумева количинска мера механичког узајамног деловања између материјалних тела. Сила преставља основни појам у статици. Деловање силе на круто тело одређује се (вектор):
- бројном вредношћу силе (износом или интензитетом),
- правцем (правац деловања силе),
- смером силе,
- хватиштем силе.

### Системи сила
Скуп свих сила које делују на било које круто тело зове се систем сила. При томе се разликује слободно и везано (неслободно) тело. Слободном телу нису наметнуте никакве везе и оно може из задатог положаја да пређе у било који други положај у простору. Ако слободно тело под деловањем задатог система сила може бити у равнотежи, односно мирује, онда је то уравнотежени систем сила. Ако се пак један систем сила који делује на слободно тело може заменити другим системом сила, а да се при томе не промени стање мировања или стање кретања крутог тела, за таква се два система каже да су једнаковредна или еквивалентна.
Силе које делују на круто тело или на систем крутих тела могу бити спољашње и унутрашње. Спољашње силе одређују деловање других тела која не улазе у посматрани систем (на посматрана тела), док унутрашње силе одређују узајамно деловање међу телима задатог система. Унутрашње силе чине уравнотежени система сила и не утичу на услове равнотеже тела. Зато се у статици крутог тела разматрају услови равнотеже само спољашњих сила. У статици деформабилних тела узимају се у обзир и спољашње и унутрашње силе. Системи сила могу бити равански и просторни.

## Аксиоме статике
Прва аксиома: Да би слободно тело на које дејствују две силе било у равнотежи, силе морају имати једнаки интензитет, заједничку линију дејства и бити супротних смерова.
Друга аксиома: Дејство датог система сила на круто тело неће се променити ако му се дода или одузме уравнотежени систем сила.
Последица прве и друге аксиоме је: Дејство силе на круто тело неће се променити ако се нападна тачка силе пренесе у било коју тачку тела дуж линије дејства силе, не мењајући при томе ни правац, ни смер, ни интензитет силе.
Трећа аксиома: Резултанта двеју сила које дејствују у истој тачки тела, једнака је њиховом векторском збиру и при томе линија дејства резултанте садржи заједничку нападну тачку сила. Резултанта је одређена једначином: {\displaystyle {\vec {F}}_{r}={\vec {F}}_{1}+{\vec {F}}_{2}}.
Четврта аксиома гласи: Два материјална тела увек дејствују једно на друго силама истог интензитета, заједничке линије дејства и супротних смерова.
Пета аксиома: Равнотежа деформабилног тела под дејством датог система сила, неће се пореметити ако тело постане круто (принцип солидификације).

## Ослонац или веза
Ослонац или веза у статици (механици) је механички или физички део (уређај) који ограничава или спречава кретање неког тела. Ако се тело или честица не може од ослонца одвојити, ослонац се назива постојаним (на пример прстен на ужету), у противном ослонац је непостојан. На пример утег на столу може се премештати по столу и при томе се ослонац не прекида, али се може и подићи, а тиме је ослонац прекинут. Ослонци које не зависе од времена зову се стационарни ослонци, а они који зависе од времена су нестационарни ослонци.
Разликују се унутрашњи и спољашњи ослонци система. Унутрашњи ослонци спречавају релативни помак појединих тела унутар система. Према томе, ако су ослонци она тела која припадају посматраном систему, онда су то унутрашњи ослонци и обратно. Материјални систем који има само унутрашње ослонце зове се слободни систем. Деловање ослонаца на материјални систем очитује се у томе што ослонци спречавају, односно мењају кретање система које би приложене спољашње силе побудиле кад би систем био слободан. Због тога се може сматрати да ослонци стварају исто деловање као и силе, па се у статици деловање ослонаца, према четвртом правилу статике, замењује силама које се зову реакције ослонаца или само реакције.
Силе које не зависе од ослонаца зову се задате (активне), а реакције ослонаца зависне (пасивне) силе. Реакције ослонаца разликују се од заданих сила које делују на тело у томе што њихови износи увек зависе од задатих сила и нису унапред познате. На пример, при крутом штапу реакција ослонца има правац деловања уздужне осе, а таква веза може преносити затезне и притисне силе.

## Везе и реакције веза
Везано тело је оно чије је кретање ограничено, делимично или потпуно дејством других тела. Тела која ограничавају слободу кретања везаном телу, називамо везама. Везано тело и веза према четвртој аксиоми, узајамно делују силама које су једнаке по интензитету, имају заједничку линију дејства, а супротних су смерова. Силе којима везе делују на везано тело зовемо реакције веза. Реакција везе има правац у коме се веза супротставља померању тела, а смер супротан оном у коме је то померање везом спутано.
Принцип ослобађања од веза: Везано тело може се разматрати као слободно, ако се везе уклоне, а њихово дејство на тело замени одговарајућим силама - реакцијама веза.